# Церковь Красного Евангелия
Церковь Красного Евангелия (арм. Կարմիր Ավետարան — Кармир Аветаран; арм. Կարմիր վանք — Кармир ванк, что означает «Красный монастырь»; арм. Շամքորեցոց Սուրբ Աստվածածին եկեղեցի — Шамхорецоц Сурь Аствацацин екехеци, что означает Церковь Святой Богородицы шамхорцев) — полуразрушенная армянская церковь (ранее монастырь) XVIII века в районе Авлабар города Тбилиси, Грузия.

## История
Есть три версии даты постройки церкви: 1735, 1775 или 1808 год. Известно, что в XVIII веке монастырь был реконструирован.
В реестре армянских церквей, составленном по распоряжению армянского католикоса Нерсеса Аштаракца, записано: «Церковь Пресвятой Богородицы Шамкорской построена в 1809 году».
Монастырский храм имел высоту в 40 метров и был самым высоким армянским храмом в Тбилиси. Сегодня он представляет собой всего лишь руины, также отсутствуют купола святыни.

## Фотогалерея
- Вид храма с высоты птичьего полёта
- Современное состояние
- Вид храма с крепости Нарикала
- Руины в 2016 г.